# Gräberfelder von Ernzen
Die Gräberfelder von Ernzen sind mehrere Grabfelder unterschiedlicher Zeitstellung auf der Gemarkung der Ortsgemeinde Ernzen im Eifelkreis Bitburg-Prüm in Rheinland-Pfalz.

## Beschreibung
Die Region um Ernzen war schon früh besiedelt, was durch wiederholte Funde von Gräbern nachgewiesen werden konnte. Es handelt sich um sieben Örtlichkeiten in einem Bereich südlich sowie westlich der Ortsgemeinde. Entdeckt wurden vier Funde aus der Zeit der Römer sowie drei undatierte Funde. Unter den Bestattungen überwiegen Brandgräber deutlich.

## Liste der Grabfelder
In der folgenden Liste finden sich alle bisher bekannten Fundorte von Gräberanlagen auf der Gemarkung von Ernzen:
| Fundort                                    | Geokoordinaten                  | Beschreibung           | Zeitstellung                    | Archäologische Befunde |
| ------------------------------------------ | ------------------------------- | ---------------------- | ------------------------------- | --- |
| Nordwestlich des Ortes in einem Waldgebiet | 49° 50′ 44″ N, 6° 23′ 51″ O     | Brandgräberfeld        | Römisch: 2. Jahrhundert n. Chr. | Entdeckung eines kleinen Gräberfeldes. Gefunden wurden Aschenkisten sowie Streuscherben von Glas- und Tongefäßen. Unter den Grabinventaren waren Kupfermünzen aus der Zeit von Domitian und Vespasian. Eine der Urnen war relativ groß und bestand aus grünlichem Glas mit zwei Doppelhenkeln sowie Deckel. Die anderen Bestattungen fanden sich in vier weiteren kleinen Tongefäßen. Möglicherweise besteht ein Zusammenhang zwischen dem Gräberfeld und der rund 400 m weiter südlich liegenden Siedlungsstelle der Römer. |
| Südlich des Ortes in einer Sandgrube       | 49° 50′ 5,6″ N, 6° 26′ 3,9″ O   | Gräberfeld             | Latènezeitlich und Römisch      | Im Jahre 1932 der erste Fund an dieser Stelle. Es handelte sich um eine Steinkiste aus römischer Zeit. 1996 bei der Erweiterung der Sandgrube freigelegtes ausgedehntes Gräberfeld. Insgesamt zwischen 60 und 100 Bestattungen, die allerdings größtenteils unbemerkt zerstört wurden. Hauptsächlich handelt es sich um frührömische Brandgrubengräber, die in den Sandstein eingearbeitet wurden. Zudem fanden sich einige Bestattungen aus der ausgehenden Latènezeit sowie Körperbestattungen aus dem 5. Jahrhundert n. Chr. Aus dem 2. und 3. Jahrhundert n. Chr. fanden sich nur geringfügige Funde. Insgesamt ist jedoch von einer kontinuierlichen Belegung des Gräberfeldes auszugehen. |
| Südwestlich des Ortes in einem Waldgebiet  | 49° 50′ 7,7″ N, 6° 24′ 0,8″ O   | Grabhügelartige Kuppen | Undatiert                       | Entdeckung von rund fünf Kuppen mit einer grabhügelartigen Struktur. Lage auf einem Höhenrücken. Zeitstellung unbekannt. |
| Südlich des Ortes in einem Waldgebiet      | 49° 49′ 55,7″ N, 6° 25′ 15,4″ O | Grabhügelgruppe        | Undatiert                       | Entdeckung von vier größeren Grabhügeln mit Durchmessern bis zu 20 m. Lage auf einem Höhenrücken. Zeitstellung unbekannt. |
| Westlich des Ortes in einer Ackerfläche    | 49° 50′ 19,5″ N, 6° 24′ 51,5″ O | Brandgräberfeld        | Römisch                         | Entdeckung von vier römischen Brandgräbern im Jahre 1934 bei Steinbrucharbeiten. Fund von Aschenkisten mit geringfügigen Beigaben bestehend aus Keramikfragmenten und einem einhenkligen Krug. Vermutlich besteht ein Zusammenhang zu der unmittelbar nördlich liegenden römischen Siedlung. |
| Südlich des Ortes in einer Ackerfläche     | 49° 50′ 11″ N, 6° 26′ 0,8″ O    | Steinkiste             | Römisch                         | Im Jahre 1932 Fund einer römischen Steinkiste bei Feldarbeiten. Die Kiste bestand aus zwei etwa rechteckigen Vertiefungen, in denen sich die Tongefäße befanden. Direkt anschließend an diesen Fund beobachtete man 1996 das bereits genannte ausgedehnte römische Gräberfeld. Das Gebiet um beide Fundstellen weist zudem Auffälligkeiten aus der Luft auf. |
| Südlich des Ortes in einer Sandgrube       | 49° 49′ 52,1″ N, 6° 26′ 14″ O   | Brandgrab              | Undatiert                       | Im Jahre 1986 Fund eines rund 10 cm in den Sandstein eingearbeiteten Brandgrabes in einer Sandgrube. Neben dem Leichenbrand konnten keine Beigaben beobachtet werden. Aufgrund der direkten Nähe zum römischen Gräberfeld in der Sandgrube geht man von einem römischen Brandgrab aus. |

## Erhaltungszustand und Denkmalschutz
Die drei Gräberanlagen, die sich innerhalb der Waldgebiete befinden, sind größtenteils noch vor Ort erhalten. Die beiden Gräberanlagen innerhalb der Ackerflächen und innerhalb der Sandgrube sind durch den landwirtschaftlichen Einfluss sowie den Abbau von Sand nicht mehr in ursprünglicher Form erhalten.
Die Gräberfelder sind als eingetragene Kulturdenkmäler im Sinne des Denkmalschutzgesetzes des Landes Rheinland-Pfalz (DSchG)  unter besonderen Schutz gestellt. Nachforschungen und gezieltes Sammeln von Funden sind genehmigungspflichtig, Zufallsfunde an die Denkmalbehörden zu melden.